# Copa Maltesa de Futebol

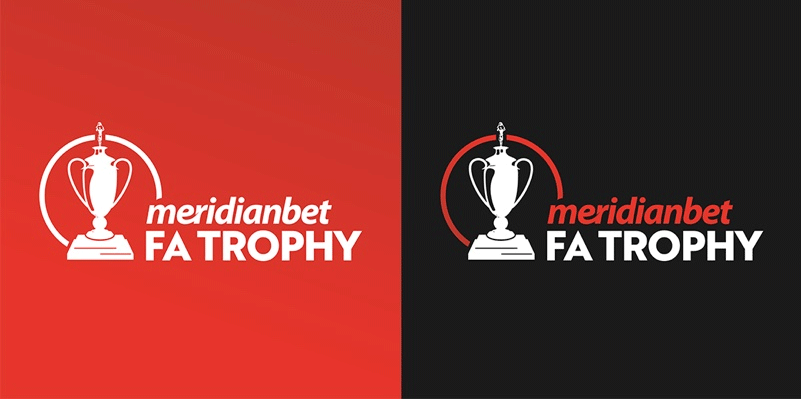

A Copa Maltesa de Futebol, conhecida também como The Meridianbet FA Trophy ,é uma competição anual de futebol em formato de copa que acontece em Malta . A taça foi fundada em 1933; depois de uma partida entre Inglaterra e Itália, disputada em Roma em maio de 1933, para onde diversos partidários de Maltês pró-britânicos viajaram para apoiar o time inglês, The Football Association como reconhecimento, doou um troféu de prata para ser jogado no modelo da FA Cup
A equipa que conquistar a taça ganha um lugar na segunda pré-eliminatória da UEFA Europa League . Esta competição é agora disputada entre todos os clubes dentro das pirâmides de futebol de Malta e de Gozo. Os vencedores da taça jogar uma partida pela Supercopa Maltesa  contra os campeões da Premier League Maltesa campeões da temporada. 

## Formato
As 10 equipes da Premier League Maltesa e as equipes que colocaram da 4ª a 10ª posição na liga da temporada anterior, participam da 1ª rodada. As 8 equipes vencedoras jogam novamente na 2ª rodada, após as quais restam 4 equipes. Os três primeiros colocados da última liga do ano e os campeões da Copa entram em linha reta nas quartas-de-final, junto com os outros quatro times vencedores. 
Começando com a competição 2009-10, os campeões da Gozo First Division também serão incluídos na competição. Este será o caso, a menos que o Gozo FC, um clube baseado em Gozo mas que joga nas ligas maltesas, jogue na Liga Maltesa ou na Primeira Divisão Maltesa e ocupe o lugar do campeão de Gozo. 
Em 13 de janeiro de 2011, a Associação de Futebol de Malta decidiu reestruturar o formato do troféu a partir da temporada 2011-12. Após o sucesso da MFA League Anniversary Cup, onde as 21 equipas do sistema maltês de 4 escalões participaram na competição, o MFA decidiu incluir todos os clubes de ligas maltesas, juntamente com os clubes da Primeira Divisão de Gozo e os clubes da Gozo Football League Second Division . 

## Vencedores e finalistas
| Temporada                                                              | Vencedor         | Placar                  | Vice             | Local                      |
| ---------------------------------------------------------------------- | ---------------- | ----------------------- | ---------------- | -------------------------- |
| 1934–35                                                                | Sliema Wanderers | 4–0                     | Floriana         | Empire Stadium, Gżira      |
| 1935–36                                                                | Sliema Wanderers | 2–1                     | Floriana         | Empire Stadium, Gżira      |
| 1936–37                                                                | Sliema Wanderers | 2–0                     | St.George's      | Empire Stadium, Gżira      |
| 1937–38                                                                | Floriana         | 2–1                     | Sliema Wanderers | Empire Stadium, Gżira      |
| 1938–39                                                                | Melita           | 4–0                     | Sliema Wanderers | Empire Stadium, Gżira      |
| 1939–40                                                                | Sliema Wanderers | 3–2                     | Melita           | Empire Stadium, Gżira      |
| Não houve competição entre 1941 e 1944 devido a Segunda Guerra Mundial |                  |                         |                  |                            |
| 1944–45                                                                | Floriana         | 2–1                     | Sliema Wanderers | Empire Stadium, Gżira      |
| 1945–46                                                                | Sliema Wanderers | 2–1                     | Ħamrun Spartans  | Empire Stadium, Gżira      |
| 1946–47                                                                | Floriana         | 3–0                     | Valletta         | Empire Stadium, Gżira      |
| 1947–48                                                                | Sliema Wanderers | 3–2 (a.e.t.)            | Hibernians       | Empire Stadium, Gżira      |
| 1948–49                                                                | Floriana         | 5–1                     | Sliema Wanderers | Empire Stadium, Gżira      |
| 1949–50                                                                | Floriana         | 3–1                     | St.George's      | Empire Stadium, Gżira      |
| 1950–51                                                                | Sliema Wanderers | 5–0                     | Hibernians       | Empire Stadium, Gżira      |
| 1951–52                                                                | Sliema Wanderers | 4–4 (a.e.t.) 4–3 (pen.) | Hibernians       | Empire Stadium, Gżira      |
| 1952–53                                                                | Floriana         | 1–0                     | Sliema Wanderers | Empire Stadium, Gżira      |
| 1953–54                                                                | Floriana         | 5–1                     | Rabat Ajax       | Empire Stadium, Gżira      |
| 1954–55                                                                | Floriana         | 1–0                     | Sliema Wanderers | Empire Stadium, Gżira      |
| 1955–56                                                                | Sliema Wanderers | 1–0                     | Floriana         | Empire Stadium, Gżira      |
| 1956–57                                                                | Floriana         | 2–0                     | Valletta         | Empire Stadium, Gżira      |
| 1957–58                                                                | Floriana         | 2–0                     | Sliema Wanderers | Empire Stadium, Gżira      |
| 1958–59                                                                | Sliema Wanderers | 2–1 (a.e.t.)            | Valletta         | Empire Stadium, Gżira      |
| 1959–60                                                                | Valletta         | 3–0                     | Floriana         | Empire Stadium, Gżira      |
| 1960–61                                                                | Floriana         | 2–0                     | Hibernians       | Empire Stadium, Gżira      |
| 1961–62                                                                | Hibernians       | 1–0                     | Valletta         | Empire Stadium, Gżira      |
| 1962–63                                                                | Sliema Wanderers | 2–0                     | Hibernians       | Empire Stadium, Gżira      |
| 1963–64                                                                | Valletta         | 1–0                     | Sliema Wanderers | Empire Stadium, Gżira      |
| 1964–65                                                                | Sliema Wanderers | 4–2                     | Floriana         | Empire Stadium, Gżira      |
| 1965–66                                                                | Floriana         | 2–1                     | Hibernians       | Empire Stadium, Gżira      |
| 1966–67                                                                | Floriana         | 1–0                     | Hibernians       | Empire Stadium, Gżira      |
| 1967–68                                                                | Sliema Wanderers | 3–2                     | Hibernians       | Empire Stadium, Gżira      |
| 1968–69                                                                | Sliema Wanderers | 3–1                     | Ħamrun Spartans  | Empire Stadium, Gżira      |
| 1969–70                                                                | Hibernians       | 2–1                     | Valletta         | Empire Stadium, Gżira      |
| 1970–71                                                                | Hibernians       | 3–1 (a.e.t.)            | Sliema Wanderers | Empire Stadium, Gżira      |
| 1971–72                                                                | Floriana         | 3–1                     | Sliema Wanderers | Empire Stadium, Gżira      |
| 1972–73                                                                | Gżira United     | 2–0                     | Birkirkara       | Empire Stadium, Gżira      |
| 1973–74                                                                | Sliema Wanderers | 1–0                     | Floriana         | Empire Stadium, Gżira      |
| 1974–75                                                                | Valletta         | 1–0                     | Hibernians       | Empire Stadium, Gżira      |
| 1975–76                                                                | Floriana         | 2–0                     | Valletta         | Empire Stadium, Gżira      |
| 1976–77                                                                | Valletta         | 1–0                     | Floriana         | Empire Stadium, Gżira      |
| 1977–78                                                                | Valletta         | 3–2                     | Floriana         | Empire Stadium, Gżira      |
| 1978–79                                                                | Sliema Wanderers | 2–1                     | Floriana         | Empire Stadium, Gżira      |
| 1979–80                                                                | Hibernians       | 2–1                     | Sliema Wanderers | Empire Stadium, Gżira      |
| 1980–81                                                                | Floriana         | 2–1                     | Senglea          | Empire Stadium, Gżira      |
| 1981–82                                                                | Hibernians       | 2–0                     | Sliema Wanderers | National Stadium, Ta' Qali |
| 1982–83                                                                | Ħamrun Spartans  | 2–0                     | Valletta         | National Stadium, Ta' Qali |
| 1983–84                                                                | Ħamrun Spartans  | 1–0 (a.e.t.)            | Żurrieq          | National Stadium, Ta' Qali |
| 1984–85                                                                | Żurrieq          | 2–1 (a.e.t.)            | Valletta         | National Stadium, Ta' Qali |
| 1985–86                                                                | Rabat Ajax       | 2–0                     | Żurrieq          | National Stadium, Ta' Qali |
| 1986–87                                                                | Ħamrun Spartans  | 2–1                     | Sliema Wanderers | National Stadium, Ta' Qali |
| 1987–88                                                                | Ħamrun Spartans  | 4–2                     | Floriana         | National Stadium, Ta' Qali |
| 1988–89                                                                | Ħamrun Spartans  | 1–0                     | Floriana         | National Stadium, Ta' Qali |
| 1989–90                                                                | Sliema Wanderers | 1–0                     | Birkirkara       | National Stadium, Ta' Qali |
| 1990–91                                                                | Valletta         | 2–1 (a.e.t.)            | Sliema Wanderers | National Stadium, Ta' Qali |
| 1991–92                                                                | Ħamrun Spartans  | 2–1                     | Valletta         | National Stadium, Ta' Qali |
| 1992–93                                                                | Floriana         | 5–0                     | Sliema Wanderers | National Stadium, Ta' Qali |
| 1993–94                                                                | Floriana         | 2–1                     | Valletta         | National Stadium, Ta' Qali |
| 1994–95                                                                | Valletta         | 1–0                     | Ħamrun Spartans  | National Stadium, Ta' Qali |
| 1995–96                                                                | Valletta         | 1–0 (a.e.t.)            | Sliema Wanderers | National Stadium, Ta' Qali |
| 1996–97                                                                | Valletta         | 2–0                     | Hibernians       | National Stadium, Ta' Qali |
| 1997–98                                                                | Hibernians       | 2–1                     | Valletta         | National Stadium, Ta' Qali |
| 1998–99                                                                | Valletta         | 1–0 (a.e.t.)            | Birkirkara       | National Stadium, Ta' Qali |
| 1999–2000                                                              | Sliema Wanderers | 4–1                     | Birkirkara       | National Stadium, Ta' Qali |
| 2000–01                                                                | Valletta         | 3–0                     | Birkirkara       | National Stadium, Ta' Qali |
| 2001–02                                                                | Birkirkara       | 1–0                     | Sliema Wanderers | National Stadium, Ta' Qali |
| 2002–03                                                                | Birkirkara       | 1–0                     | Sliema Wanderers | National Stadium, Ta' Qali |
| 2003–04                                                                | Sliema Wanderers | 2–0                     | Marsaxlokk       | National Stadium, Ta' Qali |
| 2004–05                                                                | Birkirkara       | 2–1                     | Msida St. Joseph | National Stadium, Ta' Qali |
| 2005–06                                                                | Hibernians       | 1–0                     | Floriana         | National Stadium, Ta' Qali |
| 2006–07                                                                | Hibernians       | 1–1 (a.e.t.) 3–0 (pen.) | Sliema Wanderers | National Stadium, Ta' Qali |
| 2007–08                                                                | Birkirkara       | 2–1                     | Ħamrun Spartans  | National Stadium, Ta' Qali |
| 2008–09                                                                | Sliema Wanderers | 3–3 (a.e.t.) 7–6 (pen.) | Valletta         | National Stadium, Ta' Qali |
| 2009–10                                                                | Valletta         | 2–1                     | Qormi            | National Stadium, Ta' Qali |
| 2010–11                                                                | Floriana         | 1–0                     | Valletta         | National Stadium, Ta' Qali |
| 2011–12                                                                | Hibernians       | 3–1                     | Qormi            | National Stadium, Ta' Qali |
| 2012–13                                                                | Hibernians       | 3–1                     | Qormi            | National Stadium, Ta' Qali |
| 2013–14                                                                | Valletta         | 1–0                     | Sliema Wanderers | National Stadium, Ta' Qali |
| 2014–15                                                                | Birkirkara       | 2–0                     | Hibernians       | National Stadium, Ta' Qali |
| 2015–16                                                                | Sliema Wanderers | 0–0 (a.e.t.) 5–4 (pen.) | Balzan           | National Stadium, Ta' Qali |
| 2016–17                                                                | Floriana         | 2–0                     | Sliema Wanderers | National Stadium, Ta' Qali |
| 2017–18                                                                | Valletta         | 2–1                     | Birkirkara       | National Stadium, Ta' Qali |
| 2018–19                                                                | Balzan           | 4–4 (a.e.t.) 5–4 (pen.) | Valletta         | National Stadium, Ta' Qali |